# Rhacophorus arboreus
Rhacophorus arboreus es una especie de anfibio anuro de la familia Rhacophoridae. Es endémica de las islas de Honshu y Sado, Japón. Ha sido introducida en Izu Oshima y Niijima.

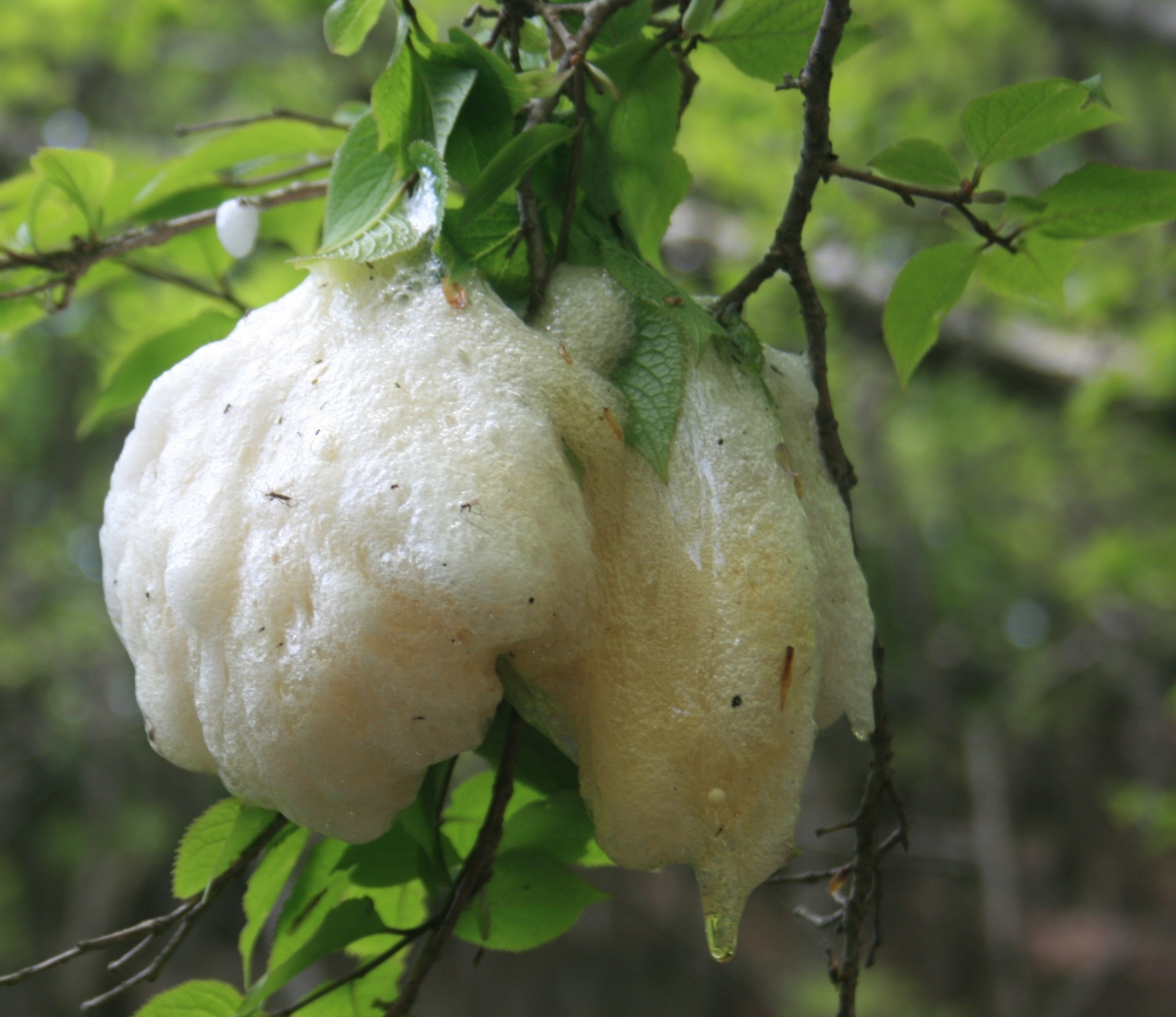
Puesta de huevos de Rhacophorus arborerus.